# 不可逆拮抗剂
不可逆拮抗剂是一种永久与受体结合的拮抗剂。它要么与活性位点形成共价键，要么结合得很牢固，以至于离解速率在相关时间跨度内可视为零。这使受体永久失活，并很快被内化、回收。临床上会用到一些不可逆酶抑制剂药物，如阿司匹林、奥美拉唑和单胺氧化酶抑制剂。

## 例子
- 纳洛酮
- 酚苄明（英语：phenoxybenzamine）